# Wollongong Wolves FC
El Wollongong Wolves Football Club és un club de futbol australià de la ciutat de Wollongong, New South Wales.

## Història
El club va ser fundat l'any 1980 i competí a la National Soccer League australiana des de 1981 fins 2004, excepte la participació a la NSW State League el 1987. El seu èxit més destacat arribà l'any 2001, en el qual es proclamà campió d'Oceania.
L'any 2007 canvià el nom pel de Wollongong FC però poc després patí una crisi econòmica i desaparegué. Fou refundat el 2008 com a Wollongong Community FC. Un any més tard esdevingué South Coast Wolves. L'any 2015, amb motiu del 35 aniversari del club, el nom fou retornat a Wollongong Wolves.

## Palmarès
- Lliga de Campions de l'OFC: 
  - 2001
- Lliga australiana de futbol:[7]
  - 1999–00, 2000–01
- National Premier Leagues: 
  - 2019